# Temporada 1978-79 de los Chicago Bulls
La temporada 1978-79 fue la decimotercera de los Chicago Bulls en la NBA. La temporada regular acabaron con 31 victorias y 51 derrotas, ocupando la undécima posición de la Conferencia Oeste, no logrando clasificarse para los playoffs.

## Elecciones en elDraft
| Ronda | Puesto | Jugador      | Posición | Nacionalidad   | Universidad   |
| ----- | ------ | ------------ | -------- | -------------- | ------------- |
| 1     | 9      | Reggie Theus | Escolta  | Estados Unidos | UNLV          |
| 3     | 53     | Randy Ayers  | Alero    | Estados Unidos | Miami (OH)    |
| 8     | 159    | Chubby Cox   | Escolta  | Estados Unidos | San Francisco |

## Temporada regular
| División Medio Oeste | División Medio Oeste | División Medio Oeste | División Medio Oeste | División Medio Oeste | División Medio Oeste | División Medio Oeste | División Medio Oeste | División Medio Oeste |
| Equipo               | G                    | P                    | %                    | PD                   | Casa                 | Fuera                | Div                  |                      |
| -------------------- | -------------------- | -------------------- | -------------------- | -------------------- | -------------------- | -------------------- | -------------------- | -------------------- |
| y-Kansas City Kings  | 48                   | 34                   | .585                 | –                    | 32–9                 | 16–25                | 12–4                 |                      |
| x-Denver Nuggets     | 47                   | 35                   | .573                 | 1                    | 29–12                | 18–23                | 8–8                  |                      |
| Indiana Pacers       | 38                   | 44                   | .463                 | 10                   | 25–16                | 13–28                | 6–10                 |                      |
| Milwaukee Bucks      | 38                   | 44                   | .463                 | 10                   | 28–13                | 10–31                | 9–7                  |                      |
| Chicago Bulls        | 31                   | 51                   | .378                 | 17                   | 19–22                | 12–29                | 5–11                 |                      |

## Estadísticas
| Rk | Jugador          | Edad | P  | PT | MP   | TC  | TCI  | %TC  | TL  | TLI | %TL  | RO  | RD  | RT   | AS  | RB  | TAP | BP  | FP  | PTS  |
| -- | ---------------- | ---- | -- | -- | ---- | --- | ---- | ---- | --- | --- | ---- | --- | --- | ---- | --- | --- | --- | --- | --- | ---- |
| 1  | Artis Gilmore    | 29   | 82 |    | 39.8 | 9.2 | 16.0 | .575 | 5.3 | 7.2 | .739 | 3.6 | 9.1 | 12.7 | 3.3 | 0.6 | 1.9 | 3.8 | 3.4 | 23.7 |
| 2  | Reggie Theus     | 21   | 82 |    | 33.6 | 6.5 | 13.6 | .480 | 3.2 | 4.2 | .761 | 1.1 | 1.7 | 2.8  | 5.2 | 1.1 | 0.2 | 3.7 | 3.3 | 16.3 |
| 3  | Mickey Johnson   | 26   | 82 |    | 31.6 | 6.0 | 13.5 | .449 | 3.3 | 4.0 | .830 | 2.4 | 5.3 | 7.6  | 4.6 | 1.1 | 0.7 | 3.8 | 3.5 | 15.4 |
| 4  | Wilbur Holland   | 27   | 82 |    | 30.3 | 5.4 | 11.5 | .473 | 1.7 | 2.1 | .801 | 1.0 | 2.1 | 3.1  | 4.0 | 1.5 | 0.1 | 2.3 | 2.9 | 12.6 |
| 5  | Mark Landsberger | 23   | 80 |    | 24.5 | 3.5 | 7.3  | .475 | 1.1 | 2.4 | .469 | 3.7 | 5.6 | 9.3  | 0.9 | 0.3 | 0.3 | 1.9 | 1.6 | 8.1  |
| 6  | Ollie Johnson    | 29   | 71 |    | 24.4 | 4.0 | 7.6  | .520 | 1.2 | 1.5 | .800 | 0.8 | 2.4 | 3.2  | 2.3 | 0.8 | 0.5 | 1.6 | 2.6 | 9.2  |
| 7  | John Mengelt     | 29   | 75 |    | 22.7 | 4.5 | 9.2  | .491 | 2.0 | 2.4 | .824 | 0.3 | 1.2 | 1.6  | 2.5 | 0.6 | 0.1 | 1.6 | 2.0 | 11.0 |
| 8  | John Brown       | 27   | 77 |    | 16.4 | 2.0 | 4.1  | .479 | 1.1 | 1.3 | .857 | 1.1 | 2.0 | 3.1  | 1.4 | 0.2 | 0.1 | 1.2 | 2.3 | 5.0  |
| 9  | Charles Dudley   | 28   | 43 |    | 15.9 | 1.0 | 2.9  | .360 | 0.7 | 1.0 | .667 | 0.6 | 1.4 | 2.0  | 2.7 | 0.7 | 0.0 | 1.5 | 1.9 | 2.7  |
| 10 | Scott May        | 24   | 37 |    | 10.9 | 1.6 | 3.7  | .434 | 0.8 | 1.1 | .750 | 0.4 | 1.4 | 1.7  | 1.1 | 0.6 | 0.0 | 1.4 | 1.4 | 4.0  |
| 11 | Tate Armstrong   | 23   | 26 |    | 10.0 | 1.1 | 2.7  | .400 | 0.4 | 0.5 | .769 | 0.3 | 0.5 | 0.8  | 1.2 | 0.4 | 0.0 | 0.8 | 0.8 | 2.5  |
| 12 | Steve Sheppard   | 24   | 22 |    | 9.2  | 1.1 | 2.3  | .471 | 0.5 | 0.9 | .632 | 0.7 | 0.5 | 1.3  | 0.7 | 0.2 | 0.0 | 1.0 | 0.7 | 2.7  |
| 13 | Scott Lloyd      | 26   | 67 |    | 6.9  | 0.6 | 1.8  | .350 | 0.4 | 0.7 | .574 | 0.7 | 0.7 | 1.4  | 0.5 | 0.1 | 0.1 | 0.6 | 1.3 | 1.7  |
| 14 | Andre Wakefield  | 24   | 2  |    | 4.0  | 0.0 | 0.5  | .000 | 0.0 | 0.0 |      | 0.0 | 0.0 | 0.0  | 0.5 | 0.0 | 0.0 | 1.0 | 1.0 | 0.0  |

## Galardones y récords
| Jugador       | Galardón                            |
| Reggie Theus  | Mejor quinteto de rookies de la NBA |
| Artis Gilmore | All-Star                            |